# Natale Bonifacio
Natale Bonifacio, nelle fonti anche Bonifatio o Bonifazio, detto Bonifacio da Sebenico o Natale Dalmatino (Sebenico, 23 dicembre 1538 – Sebenico, 23 febbraio 1592), è stato un intagliatore e incisore dalmata.

## Biografia
Natale Bonifacio nacque a Sebenico - all'epoca dominio della Repubblica di Venezia - da Girolamo, di nobile famiglia oriunda da Capua. Ben poco si sa dei primi anni della sua vita: di certo negli anni '70 del 1500 lo troviamo a Venezia, ove diede alle stampe alcune carte geografiche. Da lì nel 1575 - in concomitanza con l'apertura dell'anno santo - si spostò a Roma. Qui in pochi anni divenne molto celebre e rinomato.
Il 5 luglio 1579, Bonifacio è accolto nella Congregazione di San Girolamo degli Illirici (o degli Schiavoni), divenendone il guardiano il 10 aprile 1580, sindaco revisore nel 1582 e camerlengo dal 1583. L'anno successivo - a causa di alcuni errori nella tenuta dei conti - viene costretto a ripagare il danno incidendo in rame entro il Natale del 1586 due immagini di San Girolamo per i ceri da offrire al papa per la festa della Candelora. Nel 1589 Bonifacio era secondo guardiano della Confraternita, quando dovette tornare a Sebenico per assistere la madre ammalata, lasciando a Roma la moglie Maddalena Guerrini con i figli. Morì poco dopo il suo arrivo, il 23 febbraio 1592.

## Opere

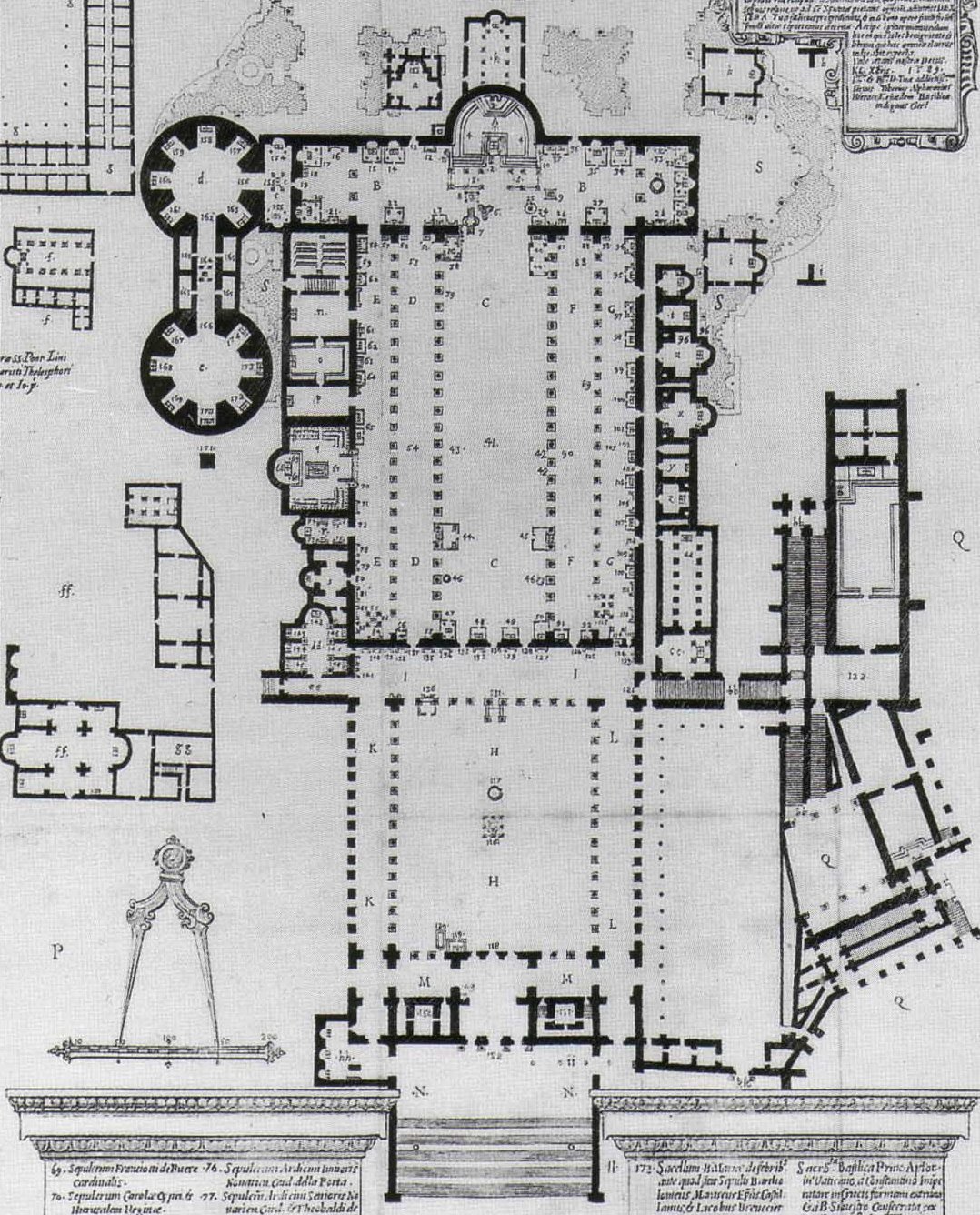
Pianta dell'antica basilica di San Pietro (Tiberio Alfarano dis., Natale Bonifacio inc.

Un elenco esaustivo delle incisioni di Natale Bonifacio non è ancora stato fatto, anche a causa della difficoltà d'attribuzione di alcune opere firmate semplicemente NB, che possono confondersi con quelle di altri coevi incisori il cui nome principiava con le stesse iniziali. Fra le tecniche predilesse il bulino, non disdegnandone però altre, quali la xilografia.
Nel periodo veneziano si trovò in mezzo all'industria molto fiorente delle incisioni tratte dalle opere di Tiziano, dando alle stampe un'Orazione di Cristo nell'orto e un San Girolamo, copie dei grandi quadri ad olio del maestro cadorino. A quell'epoca - e precisamente agli anni dal 1568 e il 1570 - risalgono anche tredici mappe di varie località dei domini veneziani, come Cipro, Candia, Cerigo, Cefalonia, Corfù ed altre ancora.
La maturità artistica di Bonifacio coincide senz'altro col periodo romano, anche perché entrò in contatto con alcuni fra i più importanti editori specialistici dell'epoca, quali Antonio Lafréry e Claudio Duchet. Fra le opere romane si ricordano: Testa di philosophia dicitur ad imitationem Thimaei Platonis, San Nicola di Bari con li miracoli, San Gerolamo con li miracoli attorno, Rosario doloroso con li misterij, Li dodici apostoli in un foglio, Santa Chiara con li miracoli attorno, La nave di San Francesco, La Madonna di Loreto con il paese, Le sette opere della Misericordia, San Nicola da Tolentino con li miracoli attorno, La Nunziata di Federico Zuccari ed altre decine di incisioni, che spaziano dal soggetto sacro al mitologico, dalla topografia al paesaggio, compresa la rappresentazione di eventi coevi, quali le tavole Della Trasportatione dell’Obelisco Vaticano su disegni di Domenico Fontana (1590). Particolarmente ampia fu la sua produzione di mappe, carte geografiche, piante di fortezze e di isole. Una parte di tali opere è tratta da dipinti originali dell'epoca, ma non mancano le incisioni di totale ispirazione dell'autore, quali la serie creata per il volume Delle allusioni, imprese et emblemi (...) di Gregorio XIII:  comprensiva di frontespizio, tavola di dedica e 231 imprese allegoriche, anche con vedutine romane.
Tra le sue opere più note l'incisione, su commissione di Tiberio Alfarano, della pianta dell’antica basilica di San Pietro, corredato da una legenda, pubblicata nel 1590.
L'ultima incisione sicuramente di mano del Bonifacio è una Geografia et historia del Regno di Napoli, datata 15 dicembre 1591.
La maggior parte delle opere del Bonifacio sono conservate a Roma (Biblioteca Vaticana, Biblioteca Nazionale, Biblioteca Angelica), Venezia (Biblioteca del Liceo Marco Foscarini, Biblioteca Nazionale Marciana, Gallerie dell'Accademia), Napoli (Biblioteca della Società Napoletana di Storia Patria), Torino (Biblioteca Nazionale), Milano (Biblioteca Trivulziana), Parigi (Biblioteca Nazionale), Londra (British Museum) e in varie altre collezioni pubbliche e private.

## Identificazione nazionale
Nella seconda metà del XIX secolo, all'unico nome finora utilizzato - e cioè Natale Bonifacio nelle sue varianti - in ambito croato si aggiunse una versione in lingua slava: quel Božo Bonifačić che non è altro che la traduzione letterale del nome presente nelle fonti. Contestualmente, il Bonifacio è stato per la prima volta definito artista croato. Tale attribuzione di nazionalità è utilizzata in modo esclusivo nel mondo accademico croato, ed ha fatto una certa breccia anche presso altri paesi. Il noto scrittore ed accademico croato Predrag Matvejević, ritiene però che il nome Božo Bonifačić sia stato attribuito al Bonifacio senza consultare la sua genealogia.

## Galleria d'immagini

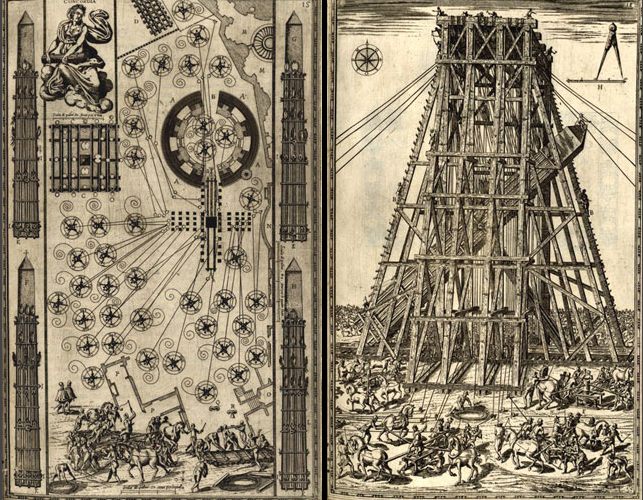
Incisione tratta da Domenico Fontana, Della Trasportatione dell’Obelisco Vaticano, Roma 1590
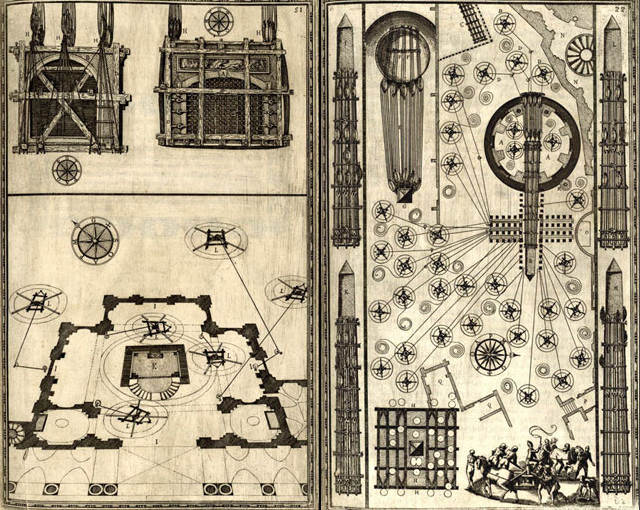
Incisione tratta da Domenico Fontana, Della Trasportatione dell’Obelisco Vaticano, Roma 1590
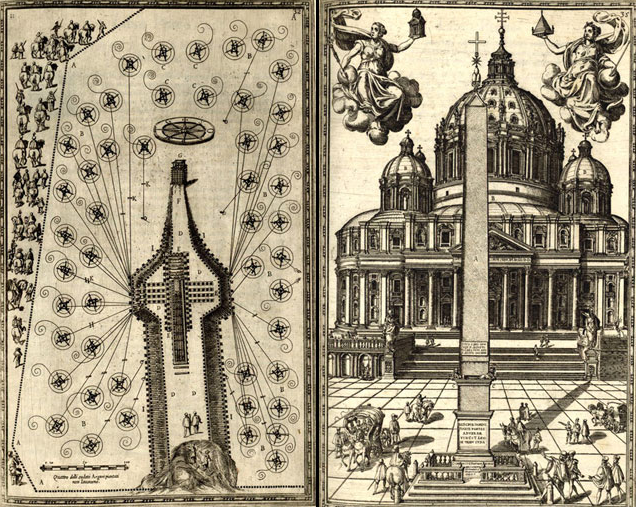
Incisione tratta da Domenico Fontana, Della Trasportatione dell’Obelisco Vaticano, Roma 1590
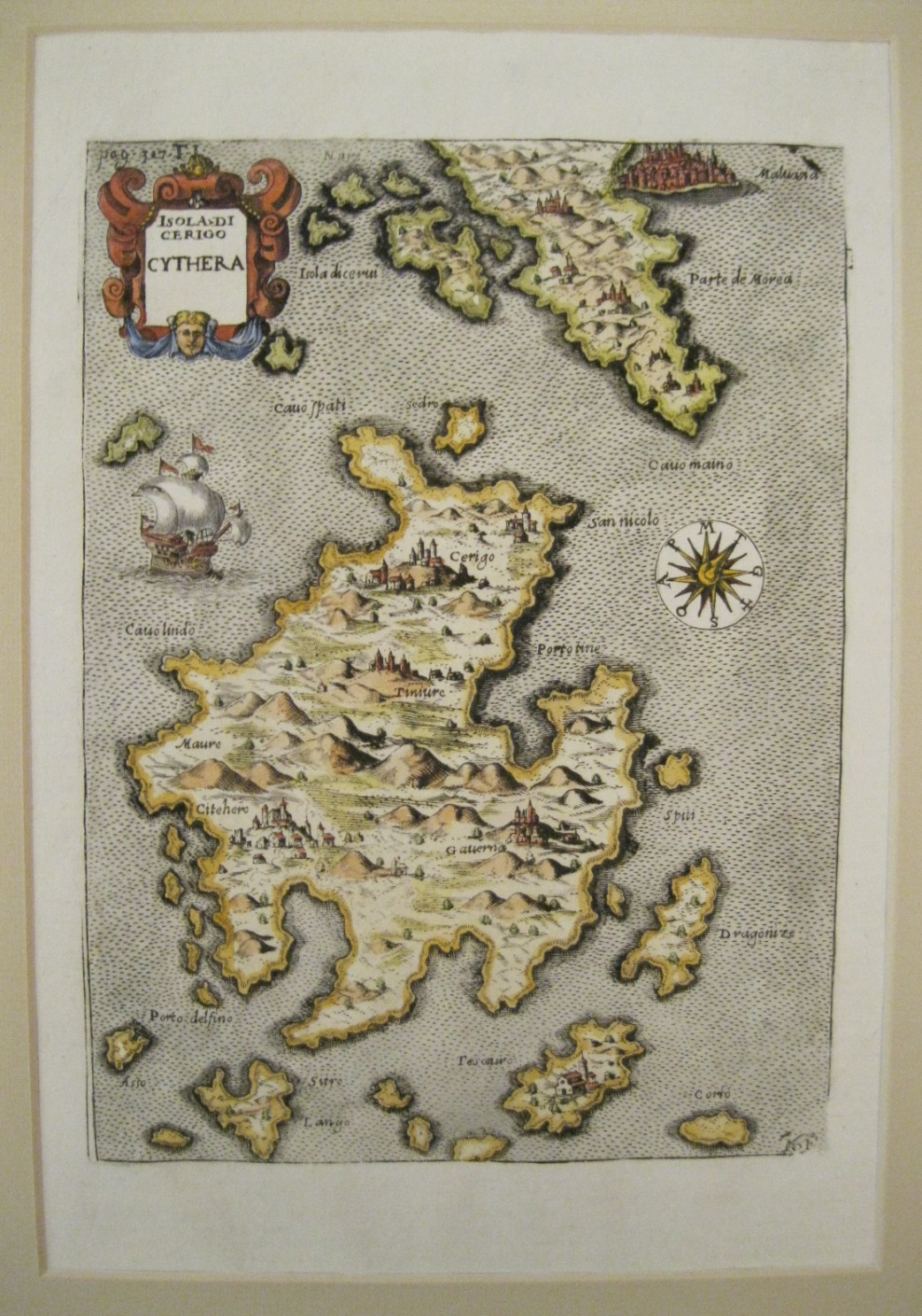